# Tánaiste

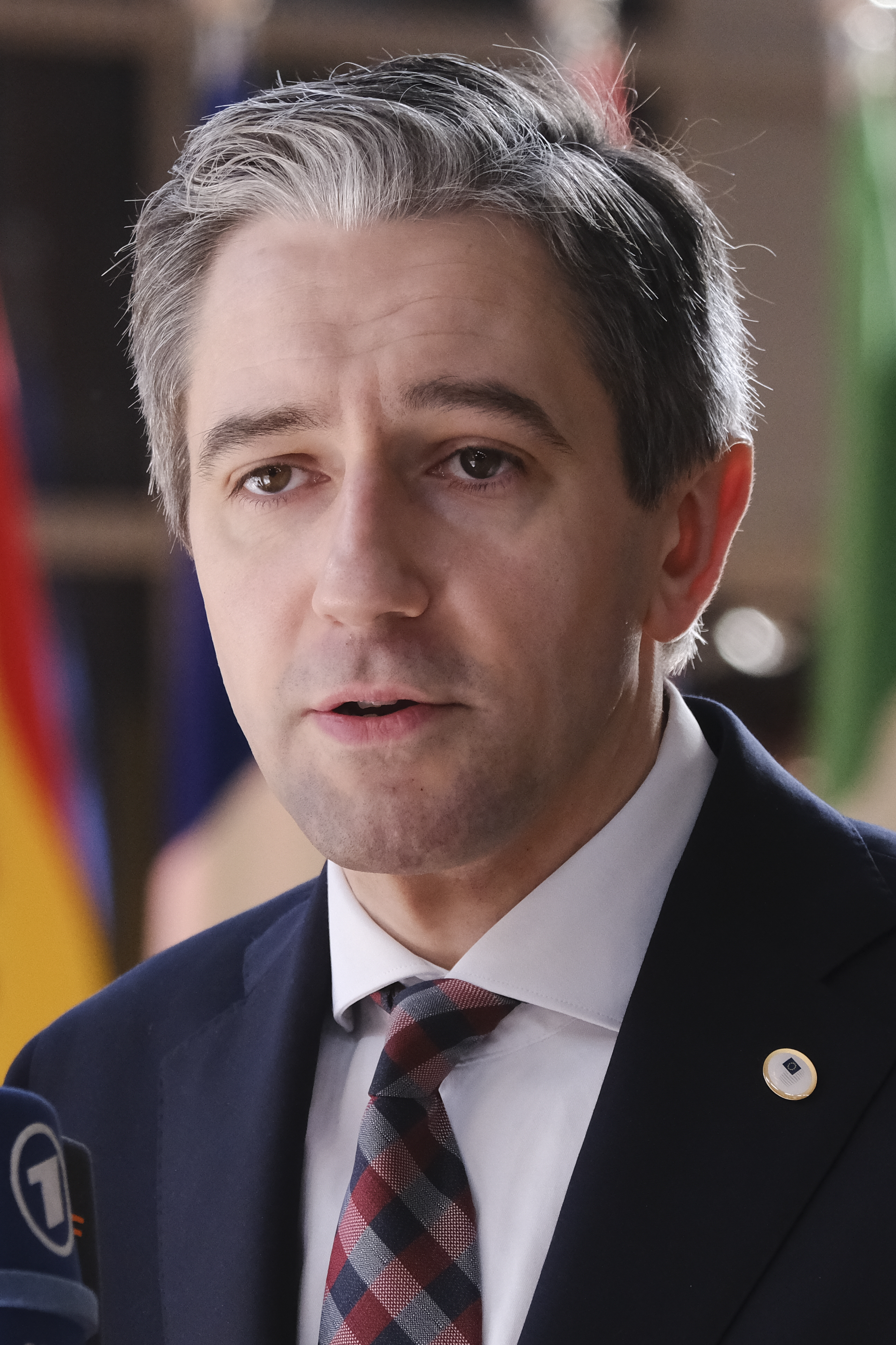
Simon Harris, de huidige tánaiste.

Tánaiste (uitgesproken ongeveer als toh'nisjte) is de vicepremier van Ierland. Deze Iers-Gaelische naam wordt niet in het Engels vertaald. De functie werd in 1937 in het leven geroepen en is de opvolger van wat in de tijd van de Ierse Vrijstaat Vice-President of the Executive Council heette.

## Lijst van Tánaistí na hÉireann (vicepremiers van Ierland)
| #   | Naam                      | Begin             | Einde             | Partij                |
| --- | ------------------------- | ----------------- | ----------------- | --------------------- |
| 1.  | Seán T. O'Kelly           | 29 december 1937  | 14 juni 1945      | Fianna Fáil           |
| 2.  | Sean Lemass               | 19 juni 1945      | 18 februari 1948  | Fianna Fáil           |
| 3.  | William Norton            | 18 februari 1948  | 13 juni 1951      | Labour                |
|     | Sean Lemass (2de keer)    | 13 juni 1951      | 2 juni 1954       | Fianna Fáil           |
|     | William Norton (2de keer) | 2 juni 1954       | 20 maart 1957     | Labour                |
|     | Sean Lemass (3de keer)    | 20 maart 1957     | 23 juni 1957      | Fianna Fáil           |
| 4.  | Seán MacEntee             | 23 juni 1959      | 21 april 1965     | Fianna Fáil           |
| 5.  | Frank Aiken               | 21 april 1965     | 2 juli 1969       | Fianna Fáil           |
| 6.  | Erskine Childers          | 2 juli 1969       | 14 maart 1973     | Fianna Fáil           |
| 7.  | Brendan Corish            | 14 maart 1973     | 5 juli 1977       | Labour                |
| 8.  | George Colley             | 5 juli 1977       | 30 juni 1981      | Fianna Fáil           |
| 9.  | Michael O Leary           | 30 juni 1981      | 9 maart 1982      | Labour                |
| 10. | Ray MacSharry             | 9 maart 1982      | 14 december 1982  | Fianna Fáil           |
| 11. | Dick Spring (1ste keer)   | 14 december 1982  | 20 januari 1987   | Labour                |
| 12. | Peter Barry               | 20 januari 1987   | 10 maart 1987     | Fine Gael             |
| 13. | Brian Lenihan             | 10 maart 1987     | 31 oktober 1990   | Fianna Fáil           |
| 14. | John P. Wilson            | 13 november 1990  | 12 januari 1993   | Fianna Fáil           |
|     | Dick Spring (2de keer)    | 12 januari 1993   | 17 november 1994  | Labour                |
| 15. | Bertie Ahern              | 19 november 1994  | 15 december 1994  | Fianna Fáil           |
|     | Dick Spring (3de keer)    | 15 december 1994  | 26 juni 1997      | Labour                |
| 16. | Mary Harney               | 26 juni 1997      | 13 september 2006 | Progressive Democrats |
| 17. | Michael McDowell          | 13 september 2006 | 14 juni 2007      | Progressive Democrats |
| 18. | Brian Cowen               | 14 juni 2007      | 7 mei 2008        | Fianna Fáil           |
| 19. | Mary Coughlan             | 7 mei 2008        | 9 maart 2011      | Fianna Fáil           |
| 20. | Eamon Gilmore             | 9 maart 2011      | 4 juli 2014       | Labour                |
| 21. | Joan Burton               | 4 juli 2014       | 6 mei 2016        | Labour                |
| 22. | Frances Fitzgerald        | 6 mei 2016        | 28 november 2017  | Fine Gael             |
| 23. | Simon Coveney             | 30 november 2017  | 27 juni 2020      | Fine Gael             |
| 24. | Leo Varadkar              | 27 juni 2020      | 17 december 2022  | Fine Gael             |
| 25. | Micheál Martin            | 17 december 2022  | 23 januari 2025   | Fianna Fáil           |
| 26. | Simon Harris              | 23 januari 2025   | huidig            | Fine Gael             |